# Mor vran
Mor vran, conosciuto anche come La mer des corbeaux, è un cortometraggio semi-documentaristico francese del 1931, diretto da Jean Epstein.

## Trama
Nell’isola di Sein, al largo della costa bretone, la popolazione maschile è da sempre dedita ad occupazioni che si svolgono interamente sul mare, mentre le donne contribuiscono all’economia rimanendo a terra. Date le spesso cattive condizioni di quel tratto di mare non sono infrequenti gli incidenti, anche mortali, dovuti a naufragi delle imbarcazioni.
Molti giovani marinai dell’isola sono impiegati a Brest, città portuale della terraferma, dalla quale sono decisi a far ritorno, con qualsiasi condizione di mare, verso l’isola, per passare la domenica coi propri cari, magari recando in dono alle proprie fidanzate qualche ambito oggetto dal “continente”. Così era accaduto anche per coloro che si erano imbarcati, un giorno, sul “Fleur-de-Lisieux”, diretti verso Sein, prima che la tempesta infuriasse.
Il maltempo era continuato a lungo, e Sein era rimasta completamente isolata, se si eccettuano i contatti tramite il telegrafo. Della “Fleur-de-Lisieux” si erano perse le tracce. Soltanto alcune settimane dopo si era giunti per caso al macabro ritrovamento dei cadaveri dei naufragi dell’imbarcazione schiantatasi sulle coste rocciose dell’isola.
Ci si accinge dunque di nuovo alla celebrazione di funerali nell’isola di Sein, i cui abitanti risultano comunque, nonostante le sventure, atavicamente attratti dalla terra natale.